# Fausta z Kyzikos
Fausta z Kyzikos (IV wiek) – wczesnochrześcijańska męczennica z IV wieku. Jako święta czczona jest przez Kościół katolicki i prawosławny. Zmarła śmiercią męczeńska w wieku 13 lat. Jej męczeństwo powiązane jest z męczeństwem św. Evilasiusa i Maximusa, którzy zginęli wraz z nią.
Pochodziła z Kyzikos. W wieku 13 lat, za wyznawanie wiary chrześcijańskiej, została aresztowana i torturowana. Według tradycji podczas tortur w nadprzyrodzony sposób nie czuła bólu i wykazywała się wielką odwagą. Jeden z torturujących ją oprawców, pogański kapłan imieniem Evilasius, będąc pod wrażeniem jej odwagi i nadprzyrodzonych wydarzeń jej towarzyszących, nawrócił się i ogłosił, że też jest chrześcijaninem. Został również poddany okrutnym torturom. Po nim kolejny oprawca, imieniem Maximus, także się nawrócił i także został poddany torturom. Ostatecznie cała trójka zginęła wrzucona do kotła z wrzątkiem.
Grecy czcili męczenników 6 lutego. W martyrologiach zachodnich za sprawą św. Bedy znaleźli się pod dniem 20 września.